# Fuchsia salicifolia
Fuchsia salicifolia är en dunörtsväxtart som beskrevs av William Botting Hemsley. Fuchsia salicifolia ingår i släktet fuchsior, och familjen dunörtsväxter. Inga underarter finns listade i Catalogue of Life.